# Egon Egemann
Egon Egemann es un cantante, violinista y compositor suizo.

## Estudios
Egon estudió violín en la Academia de Música de Graz, en Austria. Tras estudiar en Boston, se fue a Suiza, ónde fue miembro de una banda. En 1989 decidió empezar su carrera en solitario.

## Eurovisión
Ego representó a Suiza en el Festival de la Canción de Eurovisión 1990, con la canción Musik klingt in die Welt hinaus, con la que consiguió un 11º puesto con 51 puntos. En 1998 volvería al festival como compositor de la canción suiza, Lass ihn.